# 观赏獐牙菜
观赏獐牙菜（学名：Swertia decora），为龙胆科獐牙菜属下的一个植物种。